# Прави јежеви
Јежеви или прави јежеви (лат. Erinaceinae) су потпородица истоимене породице (лат. Erinaceidae), чија је основна карактеристика присуство бодљи. За разлику од њих гимнури или чекињави јежеви имају чекиње уместо бодљи. Према традиционалној класификацији сврставани су у ред бубоједа. Постоји 16 врста јежева подељених у пет родова. Живе широм Европе, Азије, Африке и на Новом Зеланду. У Аустралији и Северној Америци нема родних јежева, док су они на Новом Зеланду уведени. Јежеви су се мало изменили у последњих 15 милиона година, а као и други првоеволуирани сисари, прилагодили су се ноћном животу и бубоједном начину исхране.

## Физички изглед

### Бодље
Јежеви се лако могу распознати по својим бодљама које су у ствари тврде, шупље длаке начињене од кератина и дугачке су до 3 cm. Рађају се са малим и веома меканим бодљама. Након шест недеља прве бодље отпадају да би израсле нове, праве бодље. Одрасли јежеви имају на себи и до 5.000 бодљи које им служе првенствено као заштита. Бодље нису отровне и за разлику од бодљикавих прасади, не могу се лако одстранити од тела. Међутим, ако је изложена јаком притиску и стресу, или је болесна, животиња може да одбаци бодље.

### Изглед и величина
Јежеви су мали сисари. Дужина тела европског јежа износи од 15 до 30 центиметара, а тежина од 1.5 до 2 килограма. Осим бодљама, тело је прекривено браон крзном и имају кратак реп. Јежеви поседују пет прстију на предњим шапама са кратким ноктима. Задње ноге завршавају са по четири прста са дугачким ноктима који непрекидно расту. Јежеви поседују ове особине с обзиром на то да су копачи. Најразвијеније је чуло мириса и имају одличан слух. Врло су обазриви и реагују и на најмањи шум.

## Особине
Све врсте јежева се користе одбрамбеном способношћу да се умотају у тесну лоптицу, како би бодље биле уперене према спољашњости. Неки пустињски јежеви су еволуцијом смањили тежину, па је њима ефективнији други начин одбране - вероватно ће само отрчати, а понекад чак и сами напасти уљеза, покушавајући да га убоду својим бодљама.
Јежеви су ноћне животиње, иако неке врсте могу с времена на време да излазе и дању у потрагу за храном. Већину дана проведу спавајући или у рупи у земљи или су сакривени испод траве и камења. Опет, различите врсте имају мало другачије особине, али генерално јежеви ископавају јаме као склоништа. Сви дивљи јежеви су у стању да хибернирају, мада не раде сви то; хибернација зависи од температуре и распрострањености хране и саме врсте.
Попут опосума, мишева, и кртица, јежеви имају извесну природну имуност против неких змијских отрова путем протеина еринацина у животињском мишићном систему, мада је он присутан само у малим количинама и ујед отровнице може да буде фаталан. Осим тога, јежеви су једна од четири познате групе сисара са мутацијама које штите против још једног змијског отрова, α-неуротоксина. Свиње, медоједни јазавци, мунгоси, и јежеви сви имају мутације на никотинском ацетилхолинском рецептору које спречавају везивање змијског отрова α-неуротоксина, мада су те мутације развијене засебно и независно.

## Hibernacija
Tokom hibernacije, telesna temperatura ježa može da se smanji na oko 2 °C (36 °F). Kada se životinja probudi iz hibernacije, telesna temperatura raste sa 2—5 °C (36—41 °F) nazad na normalnu telesnu temperaturu od 30—35 °C (86—95 °F).

## Domestikacija
Ježevi kao kućni ljubimci su najčešće hibridi belotrbušnog ježa ili četvoroprstog ježa (Atelerix albiventris) i severnoafričkog ježa (A. algirus). Manji je od evropskog ježa, te se ponekad naziva i afrički mali jež. Druge vrste koje se drže kao kućni ljubimci su dugouvi jež (Hemiechinus auritus) i indijski dugouvi jež (H. collaris).

## Размножавање
Трудноћа зависи од врсте до врсте и траје од 35 до 58 дана. Женке крупнијих врста рађају, у просеку, 3-4 младих, док женке мањих врста просечно доносе на свет 5-6 младих јежева. Гнездо се састоји од хрпе лишћа које саме направе. Није необично да, као код многих других сисара, мужјак убије новорођене јежеве. Женке рађају два пута годишње. Један окот је у мају, а други у септембру. 
Постоји опасност по мужјака да се приликом парења набоде на женкине бодље. Међутим, он не мора да се у потпуности попне на женку због тога што она има способност да повије реп нагоре како би јој се вулва нашла иза остатка тела. Мужјаков пенис се налази врло близу трбуха (па многи мисле да је пупак) што представља још једну олакшицу приликом самог чина парења.

## Класификација
Породица јежева (Erinaceidae), потпородица правих јежева (Erinaceinae):
- Род 
  - Афрички пигмејски јеж
  - Северноафрички или алжирски јеж
  - Јужноафрички јеж
  - Сомалијски јеж
- Род 
  - Амурски јеж
  - Јужни белогруди или источноевропски јеж
  - Обични европски јеж
  - Северни белогруди јеж
- Род 
  - Дугоухи јеж
  - Индијски дугоухи јеж
- Род 
  - Даурски (трансбајкалски) јеж (Mesechinus dauuricus)
  - Хјуов или (централно)кинески јеж
- Род 
  - Пустињски јеж
  - Брантов јеж
  - Индијски јеж
  - Гологруди јеж

## Literatura
- Sasai, Noriaki; Toriyama, Michinori; Kondo, Toru (2019). „Hedgehog Signal and Genetic Disorders”. Frontiers in Genetics. 10: 1103. ISSN 1664-8021. PMC 6856222 . PMID 31781166. doi:10.3389/fgene.2019.01103 .
- Ochiai, H.; Tamukai, K.; Akabane, Y.; Oba, M.; Omatsu, T.; Okumura, A.; Mizutani, T.; Madarame, H. (9. 6. 2020). „An African pygmy hedgehog adenovirus 1 (AhAdV-1) outbreak in an African pygmy hedgehog (Atelerix albiventris) colony in Japan”. Veterinary and Animal Science (на језику: енглески). 9: 100083. PMID 32734101. doi:10.1016/j.vas.2019.100083.
- „The African pygmy hedgehog : Hybrid or not?”. HedgehogsOfAsgard.com. c. 2016. Приступљено 2021-05-12.
- „Keeping exotic (non-native) animals”. Environment.gov.au. Wildlife trade and conservation in Australia. 2011-08-16. Приступљено 2012-07-09.
- „Keeping of illegal wildlife as pets”. Agri-Food & Veterinary Authority of Singapore. Архивирано из оригинала 30. 08. 2018. г. Приступљено 01. 03. 2023.
- „Best hedgehog wheel”. Heavenly Hedgies (на језику: енглески). 2019-05-21. Приступљено 2020-02-09.
- Brehm, Alfred Edmund (1895). The Animals of the World (на језику: енглески). A.N. Marquis & Company. стр. 294. „Brehm's life of animals, a complete natural history for popular home instruction, and for the use of schools.”
- Barbato, Lauren. „Hedgehogs = Best pets ever?”. Bustle (на језику: енглески). Приступљено 2018-08-22.
- „Why can't I have a hedgehog, sugar glider, ferret, or other restricted, non-native species as a pet in California?”. Department of Fish and Wildlife. wildlife.ca.gov. State of California. Приступљено 2022-09-18.
- „The hedgehog underground railroad”. City Paper. Архивирано из оригинала 2006-04-27. г. Приступљено 2012-07-09.
- „Hedgehogs and wheels”. Faqs.org. Hedgehog FAQ. 2012-04-10. section 5.6. Приступљено 2012-07-09.
- Guinness World Records 2015 (на језику: енглески). Guinness World Records. 2014-09-16. ISBN 9781908843821.
- „What can hedgehogs not eat?”. Hedgehog (на језику: енглески). 2019-04-07. Архивирано из оригинала 01. 03. 2023. г. Приступљено 2020-02-09.
- „Reasons to own a hedgehog”. Hedgies.com. Приступљено 2012-07-09.
- „Health information”. Hedgies.com. Приступљено 2012-07-09.
- „Article 161” (PDF). nyc.gov. New York City Health Code. Приступљено 2016-06-23.
- „Advice and information on African pygmy hedgehog”. www.rspca.org.uk (на језику: енглески). RSPCA. Приступљено 2020-06-14.
- „An array of hedgehogs”. The Times (на језику: енглески). London, UK. 2014-06-10. ISSN 0140-0460. Приступљено 2018-08-22.
- „Basic hedgehog care”. Exotic Nutrition (на језику: енглески). Архивирано из оригинала 01. 03. 2023. г. Приступљено 2018-08-22.
- Hedgpeth, Dana (23. 1. 2019). „Welcome, hedgehogs”. The Washington Post. „The increasingly popular pet is now legal in Fairfax County homes.”
- Wood, John George (1898). Animate Creation (на језику: енглески). S. Hess. стр. 356. „Popular edition of Our Living World, a natural history.”
- „Care”. Pet-Hedgehog.org. Архивирано из оригинала 2015-03-03. г.
- „Hedgehog headquarters”. hedgehogheadquarters.com.
- „Hoping for a hedgehog? 10 things to know before bringing one home”. vetstreet.com.
- „How to bathe your pet hedgehog”. HedgehogsAsPets.com. Архивирано из оригинала 01. 03. 2023. г. Приступљено 01. 03. 2023.